# Beličarjenje
Beličarjenje je vrsta športnega ribolova z najrazličnejšimi naravnimi vabami. Na ta način se lovijo različne vrste krapovcev, ostrižev in druge vrste rib. Beličari se lahko s plovcem ali brez njega. S plovcem se vaba spusti na določeno globino, brez plovca pa se lovi tam, kjer ni možno, da bi se vaba zataknila za podvodne ovire. Je tudi najpogostejša oblika ribolova na jezerih in v večjem delu Slovenije.